# Dampfschiff

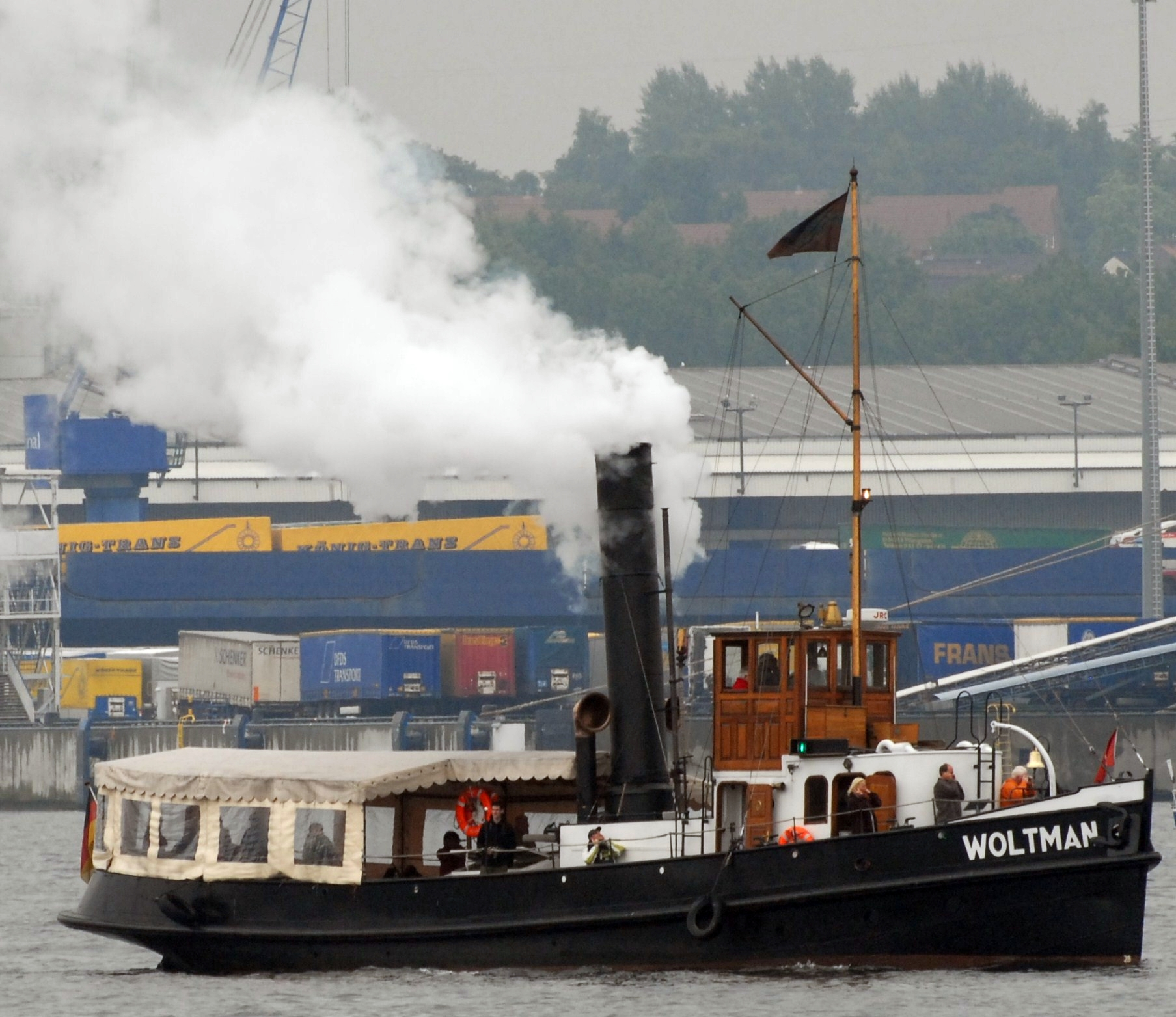
Dampfschlepper Woltman im Kieler Hafen bei der Kieler Woche 2007

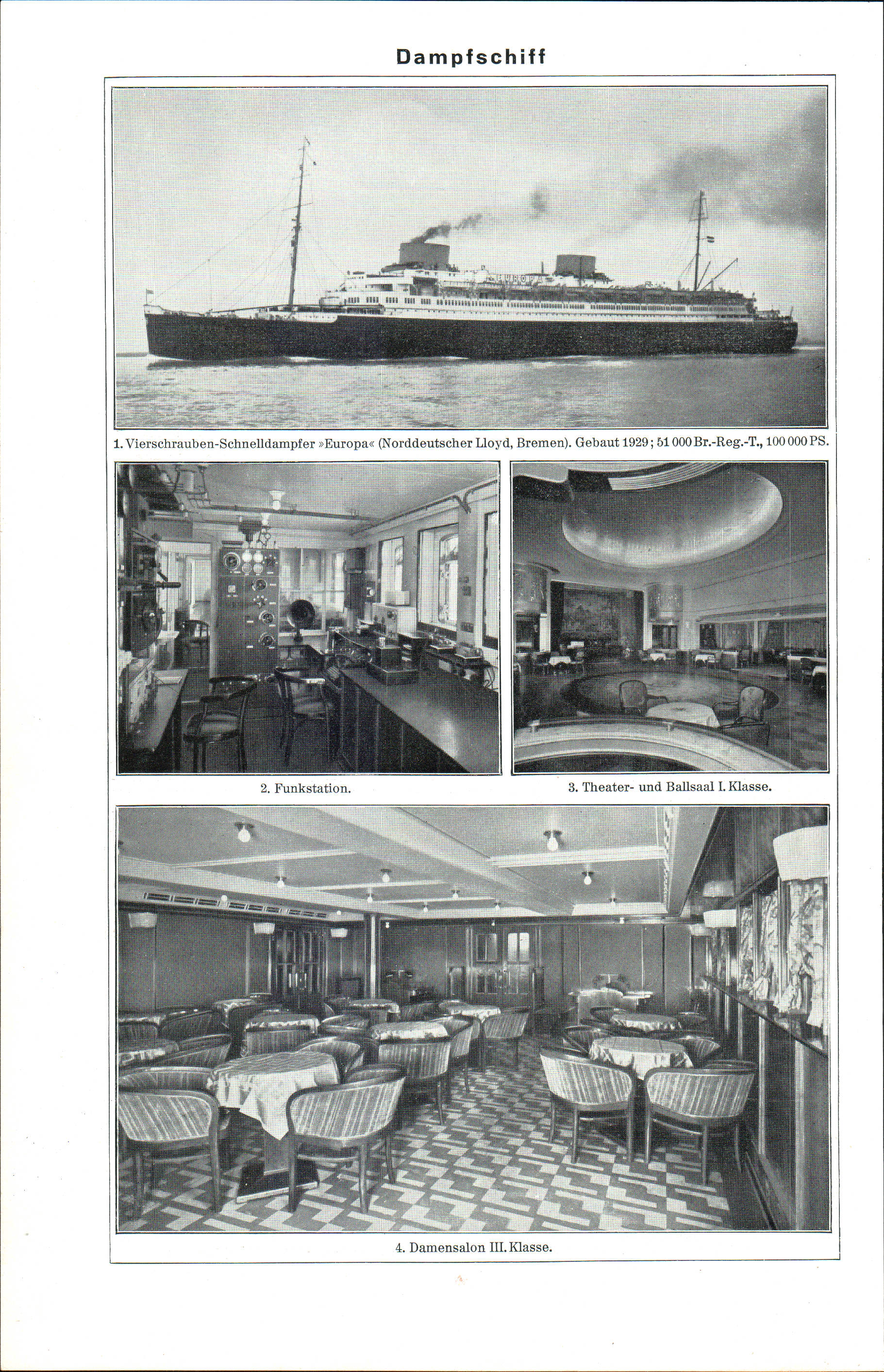
Darstellung des Dampfschiffes Europa in Meyers Blitz-Lexikon, Leipzig 1932

Ein Dampfschiff oder Dampfer (als meist inoffizielles Namenspräfix oft mit SS abgekürzt, von englisch Steam Ship, deutsch auch DS) ist ein Schiff, das von einer (oder mehreren) Dampfmaschine oder einer (oder mehreren) Dampfturbine angetrieben wird. Die Dampfmaschine treibt beim Raddampfer zunächst ein oder mehrere Schaufelräder an, erst ab 1836 setzte sich dann der vom Österreicher Josef Ressel erfundene Schiffspropeller durch.

## Anfänge

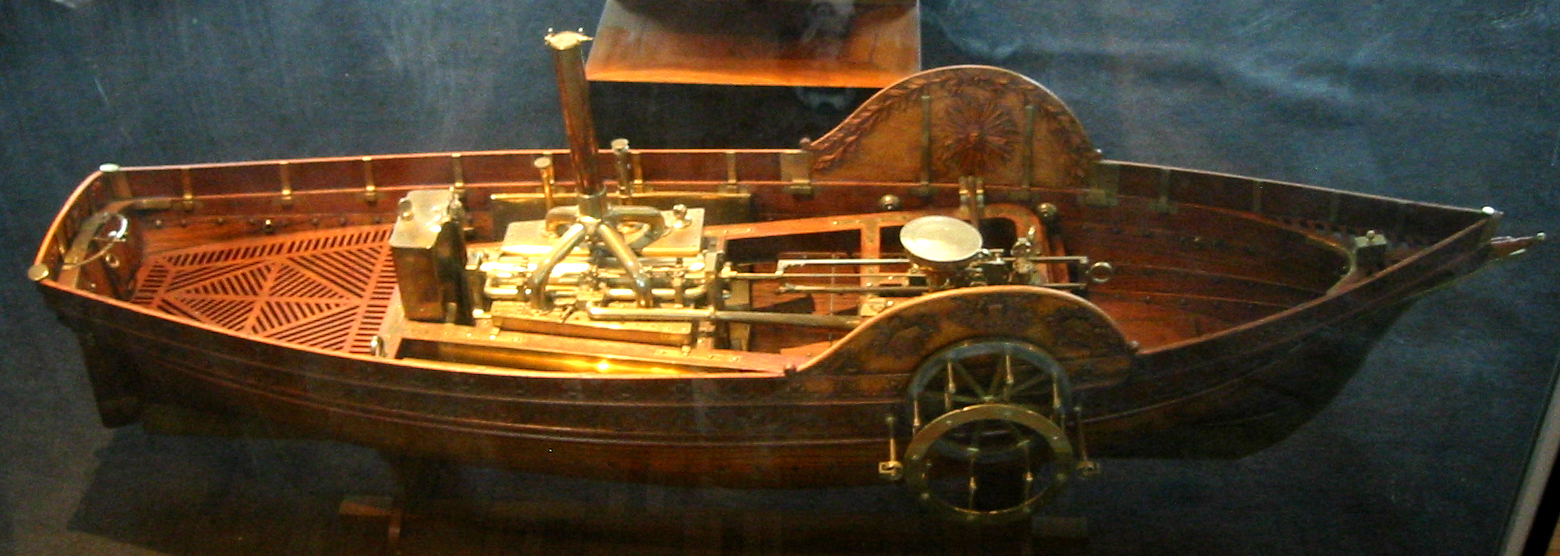
Modell des 1783 von Jouffroy d’Abbans gebauten ersten Dampfschiffs Pyroscaphe

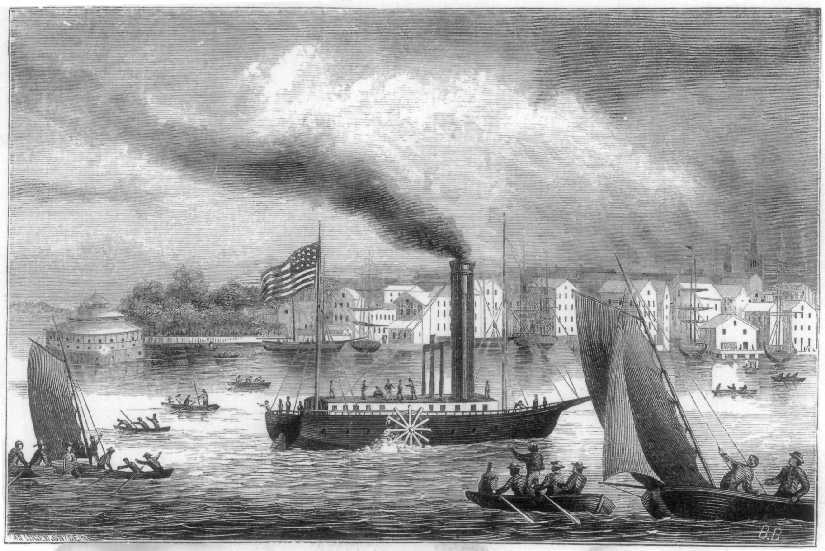
Clermont von Robert Fulton (1807)

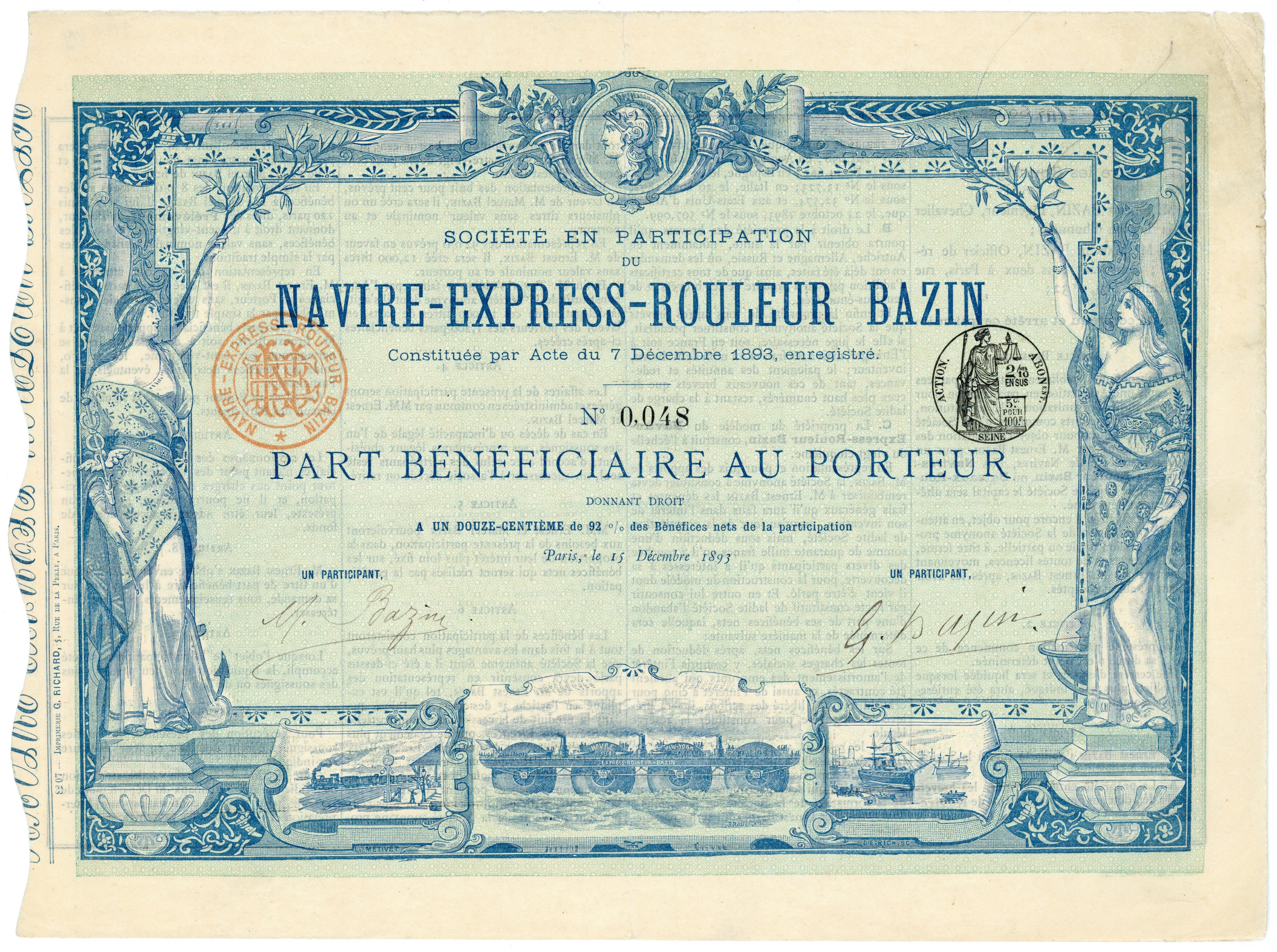
Gewinnanteilschein der Société en Participation du Navire-Express-Rouleur Bazin, ausgegeben in Paris am 15. Dezember 1893, original signiert von dem Erfinder Ernest Bazin und von seinem Bruder Marcel Bazin. Gegründet 1893 für den Bau eines Rollen- bzw. Walzenschiffs. Im Jahrbuch der Erfindungen von 1901 findet sich folgende Beschreibung: „Als eine Erfindung von großer Bedeutung erscheint uns das Projekt des französischen Ingenieurs Bazin, welches nichts anderes bezweckt, als ein völlig neues System des Schiffbaues einzuführen. Der Erfinder geht von der Tatsache aus, daß linsenförmige Schwimmkörper oder Rollen, die sich um ihre eigene Achse drehen, keinen Reibungswiderstand im Wasser zu überwinden haben“.

1707 baute Denis Papin ein durch seinen Dampfzylinder und Muskelkraft angetriebenes Schaufelradboot, mit dem er auf der Fulda von Kassel nach Münden fuhr.

„Sonnabends am 24. September 1707 fuhr er mit seinem Schiffe in Cassel ab und kam am selbigen Tage in Münden an. Die weiteren Umstände der durch unsere Mündenschen Schiffer verursachten so unglücklichen Zerstörung dieses ersten Dampfschiffes der Welt, - welches ja auch teilweise die Folge der in früheren Zeiten zum allgemeinen Schaden leider so oft statt gefundenen Uneinigkeit des städtischen Magistrats und der hiesigen kurfürstlichen Beamten war, können wir nicht klarer darlegen als wenn wir diese Sache betreffenden städtischen und amtlichen Acten hier buchstäblich mittheilen. Acta des Magistrats zu Münden rubriciret ‚Wegnahme eines Fahrzeugs, so von Cassel herunter gekommen und hier durch’s Loch auf der Weser fort gewollet.‘ - 1707 Protocollum in pto. des von Cassel herunter gekommenen Schiffes. Actum Mündnen in Curia den 24. September 1707“

Weiter erfährt der Leser von „… einem Räderschiff mit Dampfmaschine … kleinen Ruder-Raddampfschiffes … Papin nebst Frau und Kindern … einige Kasten und Hausgeräthe … 1 oder 2 Schiffsleute …“ Das Modellboot befuhr also die etwa 23 km lange Strecke auf der Fulda mit Passagieren, Ladung und Schiffspersonal.
Die Pyroscaphe, das erste funktionsfähige Dampfschiff, baute der Franzose Claude François Jouffroy d’Abbans im Jahr 1783. Am 1. Februar 1788 ließen sich Isaac Briggs und William Longstreet das erste Dampfschiff patentieren. Der Amerikaner Robert Fulton erhielt am 11. Februar 1809 ein Patent für einen modifizierten Entwurf, der auch wirtschaftlich erfolgreich war. Sein 1807 gebauter Raddampfer North River Steam Boat (von späteren Generationen allgemein Clermont genannt) war noch mit Segeln bestückt. Er erreichte eine Geschwindigkeit von 4,5 Knoten (8,3 km/h) und wurde zwischen New York und Albany im Linienverkehr eingesetzt. Der Name Clermont für das Schiff rührt wahrscheinlich von dem gleichnamigen Ort, der von Fultons Dampfschiff häufig angelaufen wurde.
Der technische Übergang vom Segelschiff zum Dampfer dauerte einige Jahrzehnte. Erst 1889 wurde mit dem von Alexander Carlisle (dem späteren Chefdesigner der Olympic-Klasse) konstruierten 20 Knoten schnellen White-Star-Liner Teutonic der erste Hochsee-Dampfer ohne jegliches Segel in Dienst gestellt.
In Häfen ermöglichten wendige, schraubengetriebene Dampfschlepper erstmals das schnelle Verholen und Positionieren der Lastkähne an den Verladeeinrichtungen.
Auf Flüssen, auf denen seit Jahrhunderten Treidelpferde Schleppkähne stromaufwärts gezogen hatten, ersetzten schraubengetriebene Dampfschlepper und für größere Verbände Raddampfschlepper das Treidelgewerbe. Die Dampfboote konnten mehr Schleppkähne schneller stromauf ziehen. Die ihren Lebensunterhalt verlierenden Treidler protestierten vehement gegen die neue Technik, im Jahr 1848 kam es am Rhein bei Kripp sogar zu einem Aufstand, bei dem die hier Halfen genannten Treidler vorbeifahrende Dampfer sogar beschossen.
Der Aufwand allein zum Betreiben der Dampfkessel eines Schnelldampfers der Jahrhundertwende um 1900 war enorm. Um mit immer größeren Schiffen immer höhere Geschwindigkeiten erzielen zu können (siehe Blaues Band), wurde die Leistung der Maschinenanlage immer weiter gesteigert, was einen entsprechend höheren Dampfbedarf bedeutete. Dies erforderte den Betrieb von noch mehr Kesseln. Die seinerzeit üblichen Kessel waren von Hand gefeuerte, zweizügige Großwasserraum-Flammrohrkessel (so genannte Schottische Kessel oder Schottenkessel) mit bis zu vier Flammrohren.
Die größte jemals in der zivilen Seefahrt verwendete Kolbendampfmaschinenanlage befand sich auf dem Schnelldampfer Kronprinzessin Cecilie, der 1907 für den Norddeutschen Lloyd in Dienst gestellt wurde. Der Dampfbedarf von vier Vierzylinder-Vierfach-Expansions-Kolbendampfmaschinen mit zusammen 46.000 PS wurde von 31 Kesseln (7 Einender- und 12 Doppelenderkessel) mit je vier Feuerungen geliefert. Die dabei täglich verfeuerten 760 Tonnen Steinkohle wurden von 118 Kohlentrimmern aus den Kohlebunkern vor die Kessel geschafft. Während jeder der drei Seewachen arbeiteten allein für die Dampferzeugung 76 Mann unter extremen Bedingungen.
Die größten Kolbendampfmaschinen überhaupt wurden auf den Dampfern der Olympic-Klasse eingesetzt. Die zwei Vierzylinder-Dreifach-Expansions-Maschinen wurden bei diesen Schiffen aber noch von einer Niederdruck-Parsons-Dampfturbine unterstützt. Fortschritte der Turbinentechnik bewirkten das Ende der Kolbendampfmaschinenentwicklung.
Die hohen Personalkosten und der zunehmende Wettbewerb in der Schifffahrt über den Nordatlantik zwangen die Reeder zu immer weiteren Kosteneinsparungen. Dies erreichte man durch Umstellung der Kessel auf Ölfeuerung, vereinzelt auch durch mechanische Feuerungsanlagen (die sich nicht durchsetzen konnten) und durch Kohlenstaubfeuerung. Wasserrohrkessel erzeugten bei kompakter Bauweise und geringerem Gewicht mehr Dampf bei geringerem Personalaufwand. Ein Teil der Trimmer und Heizer konnte noch bis nach dem Zweiten Weltkrieg beschäftigt werden oder dann in den Maschinenraum von dieselmotorgetriebenen Schiffen wechseln, um dort als Schmierer zu arbeiten. Aber auch diese Arbeitsplätze entfielen im Laufe der Zeit.

## Benennung
Ein international verbreitetes Präfix für Dampfschiffe (nicht Bestandteil der eigentlichen Schiffsnamen) ist SS (Steam Ship), im deutschen Sprachraum DS (Dampfschiff) oder auch D (Dampfer). Manchmal finden sich auch speziellere Kürzel wie TS (Turbine Steamer, auch TSS Turbine Steam Ship) für das Turbinenschiff (dt. TS) und PS (Paddle Steamer) für Raddampfer (dt. RD).
SY (Steamyacht) ist die englische Bezeichnung für eine Dampfyacht.
Das für viele britische Dampfschiffe gebräuchliche Präfix RMS (Royal Mail Steamer), weist darauf hin, dass die englische Post Briefe mit diesem Schiff transportiert. Große Fahrgastschiffe im Linienverkehr zwischen den Kontinenten werden im Deutschen auch als Schnelldampfer oder Eildampfer bezeichnet, um die kurze Fahrzeit der Schiffe zu unterstreichen.
DB ist die Benennung für Dampfboot, in englischsprachigen Ländern ist auch SL für Steam Launch gebräuchlich.

## Technik
Eine Dampfantriebsanlage besteht aus drei Hauptteilen: Kessel, Dampfmaschine oder Dampfturbine und Kondensator.

### Dampfkessel

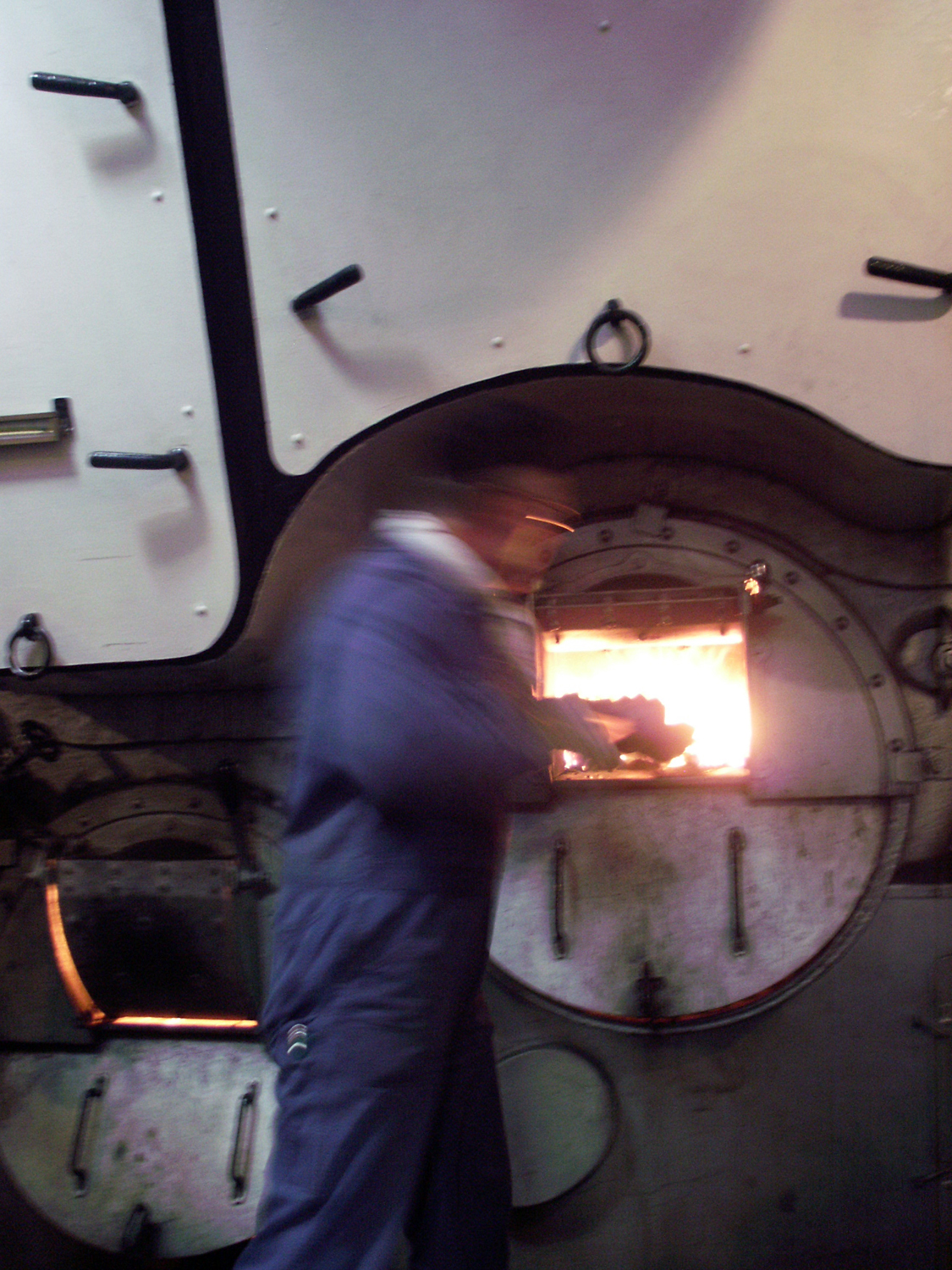
Der Kesselraum des Museumsdampfers Schaarhörn

Im Kessel wird durch Erhitzen des Wassers durch feste (Holz, Kohle, Kohlenstaub) oder flüssige Brennstoffe (Öl) Dampf erzeugt. Man unterscheidet grundsätzlich Flammrohrkessel, Rauchrohrkessel und Wasserrohrkessel. In den Anfängen der Dampfschifffahrt war der Flammrohrkessel mit ein bis vier Feuerungen weit verbreitet. Zu Beginn noch einzügig, wurde er später zum zweizügigen Rauchrohrkessel weiterentwickelt, der durch die zusätzliche Ausnutzung der in den Rauchgasen enthaltenen Energie wirtschaftlicher war. Da sich diese Kessel durch großen Wasserinhalt auszeichnen (bis zu 30 t), sind sie auch unter dem Namen Schottischer Großwasserraumkessel oder kurz Schottenkessel bekannt. Dampfspannungen von maximal 15–20 bar konnten erreicht werden. Luftvorwärmer (Luvo) zur Vorwärmung der Verbrennungsluft und Ekonomizer (Eko) zur Vorwärmung des Speisewassers erhöhten die Leistungsfähigkeit. Mit Hilfe eines Überhitzers konnte der Sattdampf zu Heißdampf von über 200 °C aufgeheizt werden, womit eine bessere Energieausnutzung erreicht wurde. Am Endpunkt der Entwicklung konnte ein Kohleverbrauch von 0,35–0,5 kg/(PS·h) erreicht werden.
Den Vorteilen des Rauchrohrkessels wie beispielsweise hohe Energiereserven bei schnell wechselndem Dampfverbrauch oder geringe Empfindlichkeit gegen Speisewasserverunreinigungen standen die Nachteile wie großes Gewicht und vergleichsweise lange Anheizzeiten von bis zu mehreren Tagen entgegen. Der Wasserrohrkessel bedeutete eine weitere Steigerung der Energieausnutzung, da hiermit größere Dampfmengen in höherer Spannung (20–70 bar) erzeugt werden konnten. Aufgrund der vergleichsweise geringen Wasser-Umlaufmenge konnte die Speisewasserregelung jedoch nicht mehr manuell erfolgen, sondern musste automatisch geregelt werden. Wasserrohrkessel konnten innerhalb weniger Stunden angeheizt werden, benötigten aber eine sehr gute Speisewasserpflege (Entmineralisierung und Entölung).
Durch den Wechsel von Kohle- auf Ölbefeuerung verschwanden die Arbeitsplätze vieler Heizer und Kohlentrimmer. Der in den 1950er und 1960er Jahren versuchsweise eingeführte Nuklearantrieb – also die Erzeugung von Dampf für Dampfturbinen in einem Kernreaktor – hatte in der Handelsschifffahrt keinen Erfolg. Nuklear angetriebene Handelsschiffe wie die deutsche Otto Hahn oder die amerikanische Savannah wurden von Bewohnern der Hafenstädte abgelehnt. In der zivilen Seefahrt konnte sich diese Technologie nur bei sowjetischen, später russischen Eisbrechern durchsetzen. Im militärischen Bereich finden sich Kernreaktoren zur Dampferzeugung heute nur noch auf Flugzeugträgern sowie anderen großen Überwassereinheiten der USA und U-Booten verschiedener Seemächte, namentlich ebenfalls den USA, Großbritannien, Frankreich, China, Indien und Russlands.

### Dampfmaschine

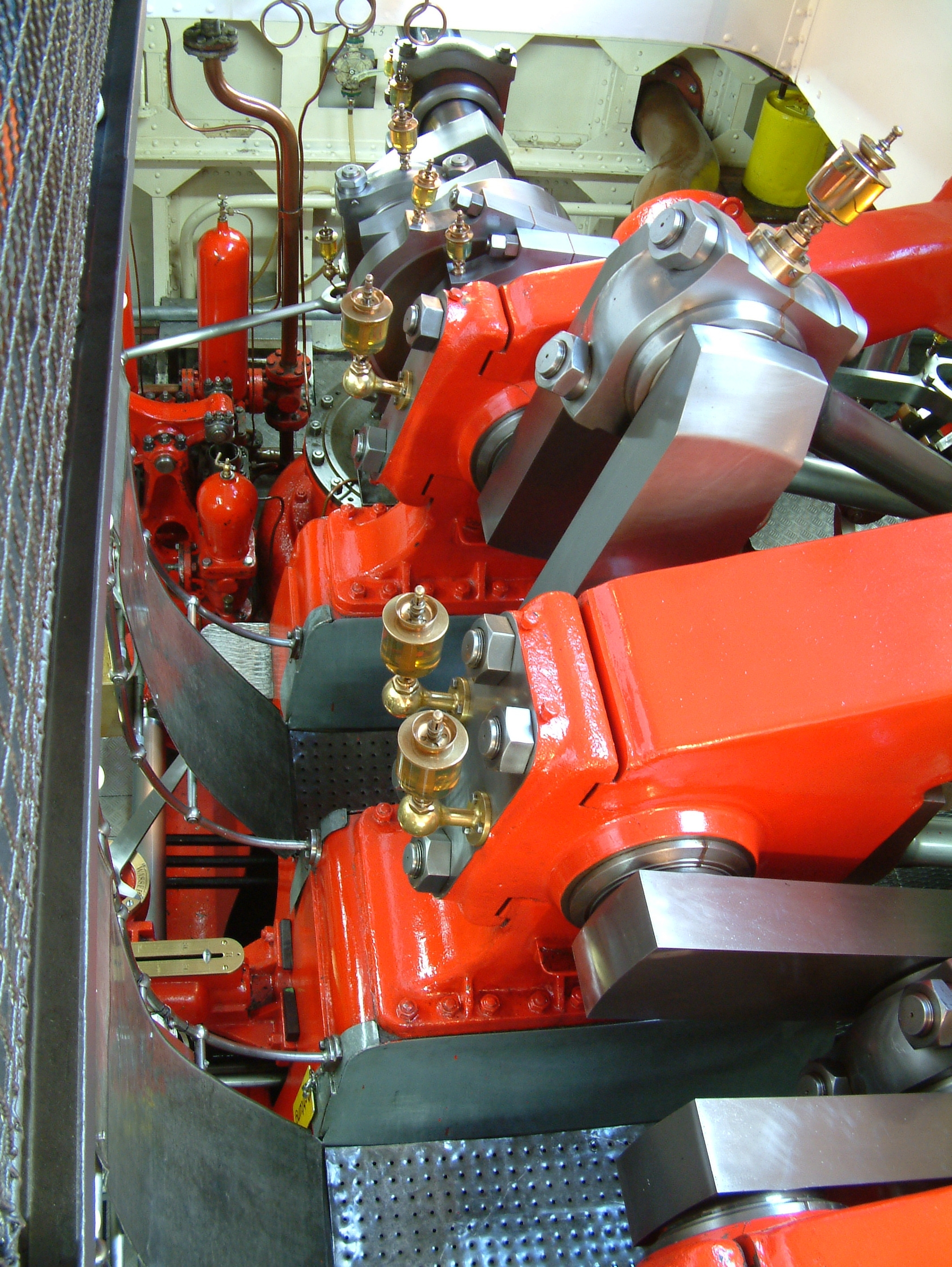
500 PS max. 55/min, Escher,-Wyss-&-Cie-Maschine des Raddampfers «Stadt Rapperswil»

Der erzeugte Dampf wird durch Rohrleitungen zur Dampfmaschine geführt und (bei den üblichen doppelt wirkenden Dampfmaschinen) durch Schieber oder Ventile so gesteuert, dass er stets demjenigen Zylinder zugeführt wird, der gerade am oberen oder unteren Totpunkt steht. Bei der Volldruck-Dampfmaschine erfolgt eine Dampffüllung des gesamten Zylinders, bei der Expansionsdampfmaschine nur eine teilweise Füllung. In der Folge expandiert der Dampf und drückt den Kolben nach oben oder unten. Bei der Expansionsdampfmaschine wird dann der in seiner Spannung nun reduzierte Dampf in den nächsten Zylinder geleitet und expandiert dort unter Leistungsabgabe weiter. So kann dies über bis zu drei Stufen (Hochdruck-, Mitteldruck- und Niederdruckzylinder) erfolgen. Dieses Arbeitsspiel wiederholt sich ständig während des Laufes der Dampfmaschine.
Nach Verrichtung der Arbeit im letzten Zylinder wird der Dampf im Kondensator zu Speisewasser kondensiert und danach entölt. Die Speisepumpe befördert es gegebenenfalls durch eine Speisewasservorwärmung (Eko = Ekonomizer) zurück in den Kessel, wo der gleiche Arbeitsgang sich wiederholt. Zum Ausgleich zwangsläufiger Verluste von Dampf (Undichtigkeiten, Dampfpfeife) führt jedes Schiff Reservespeisewasser mit sich.
An die Dampfmaschine ist direkt die Schiffswelle angekuppelt.
Dampfmaschinen für Dampfschiffe gab es in verschiedenen Bauarten. Zuletzt waren Maschinen mit Mehrfachexpansion üblich, bei denen die Zylinder unterschiedliche Durchmesser hatten. Beim ersten Zylinder war dieser gering und bis zum letzten Zylinder nahm der Durchmesser immer weiter zu. Der Nutzen dieser Anordnung besteht darin, dass die Kraft auf jedem Kolben gleich ist, obwohl der Dampfdruck durch die Entspannung abnimmt.
Flammrohr- und Rauchrohrkessel sowie Kolbendampfmaschinen zeichneten sich im Allgemeinen durch große Zuverlässigkeit und Anspruchslosigkeit aus. Das verwendete Material war zumeist überdimensioniert, obgleich aus den damals verwendeten, weniger hochwertigen Stählen und Legierungen durchaus Probleme mit Lagern erwachsen konnten. Folglich war der Ölverbrauch enorm. Ein großer Vorteil der Kolbendampfmaschine sicherte ihr die Existenz noch bis in die 1950er Jahre: Ihre schnelle Umsteuerbarkeit von Vorwärts- auf Rückwärtsfahrt binnen nur 3 bis 4 Sekunden ließ sie im Schlepper- und Eisbrecherbereich noch überleben.

### Dampfturbine

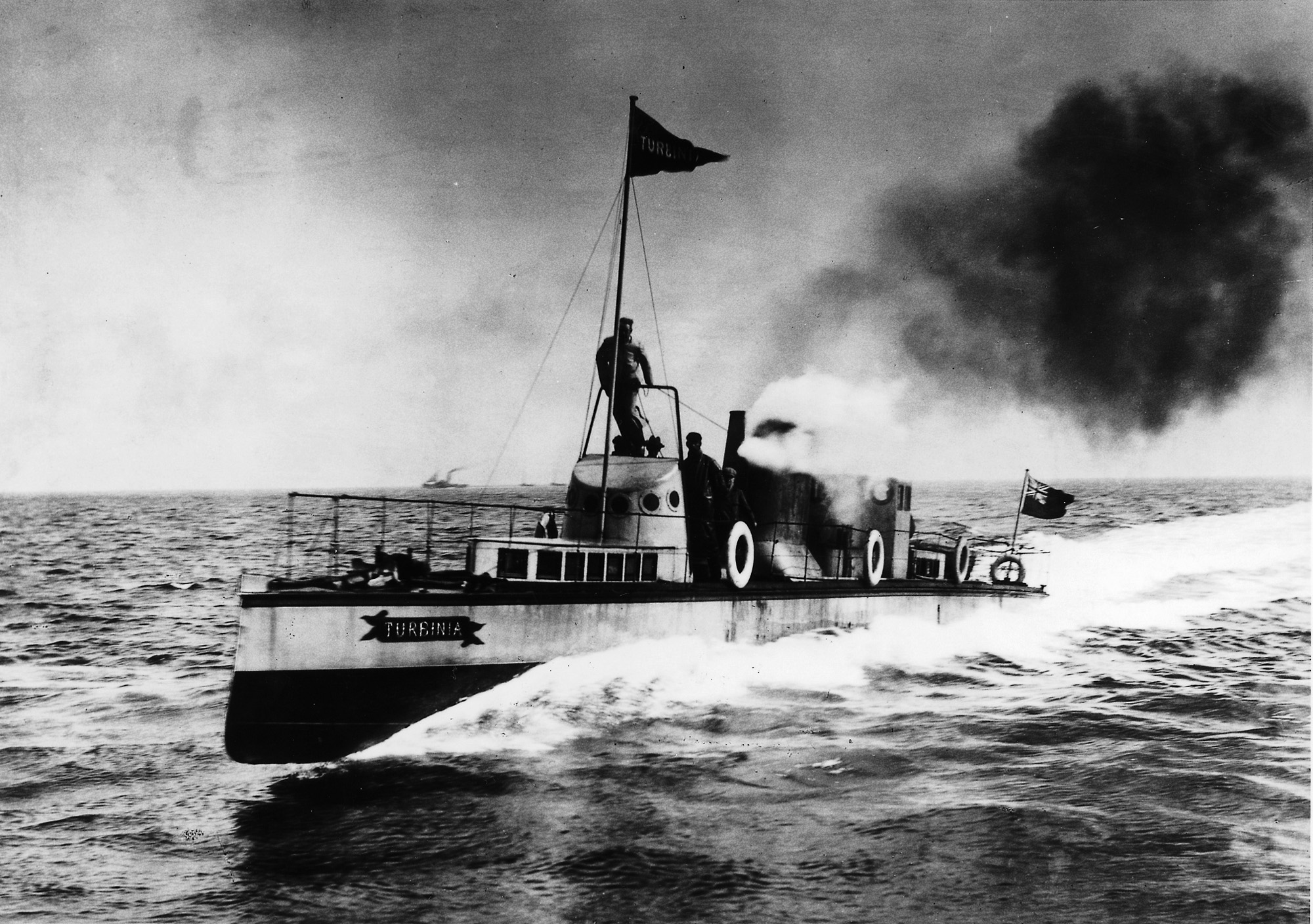
Die Turbinia (Bj. 1894), das erste Turbinenschiff der Geschichte – auf Anhieb das schnellste Schiff der Welt

Beim Schiffsantrieb durch eine Dampfturbine umströmt Wasserdampf eine rotierende Welle, die mit vielen Turbinenschaufeln bestückt ist. An diese Welle ist die Schiffswelle angekuppelt. Ausgenutzt wird die kinetische Energie des Dampfes. Der Dampfturbine ist, wie bei der Dampfmaschine, ein Kondensator nachgeschaltet, der den kondensierten Dampf als Speisewasser zurückführt.
Der Betrieb von großen Dampfturbinen brachte anfangs wegen zweier unerwünschter Effekte technische Probleme: Der vom letzten Schaufelkranz abströmende und in den Kondensator einströmende Abdampf erreichte an diesen Stellen die zugehörige Schallgeschwindigkeit und die zuvor bei der Entspannung entstehenden Wassertropfen erodierten die Turbinenschaufeln und die Rohre des Kondensators.
Da Turbinen für einen optimalen Wirkungsgrad bestimmte Umdrehungszahlen (genauer Umfangsgeschwindigkeit) benötigen, die Propeller jedoch bei zu hoher Drehzahl Probleme mit Kavitation verursachen, konnte das volle Potential des Turbinenantriebes erst durch die Verwendung von Getriebeturbinen im weiteren Verlauf des 20. Jahrhunderts genutzt werden.
Auch bei Dampfturbinen nutzt man die Expansionsfähigkeit des Dampfes mit Hilfe eines Hochdruck-, Mitteldruck- und Niederdruckteiles.
Da Dampfturbinen (im Gegensatz zu manchen großen Schiffskolbenmotoren) nur in eine Richtung drehen können, benötigt man zum Abbremsen der Schiffe eine zusätzliche Rückwärtsturbine, die in der Regel im Niederdruckteil integriert ist. Sie hat eine geringere Leistung.

### Kombinationen
Bis in die 1950er Jahre gab es auch eine Kombination aus beiden Antriebssystemen: Der Dampfmaschine wurde eine Abdampfturbine nachgeschaltet. Der Abdampf trieb vor dem eigentlichen Kondensator noch eine Niederdruck-Dampfturbine an. Diese wirkte entweder auf die gleiche Propellerwelle (System Bauer-Wach) oder trieb bei Mehrschraubendampfern wie beispielsweise der Titanic eine zusätzliche Welle an. So behielt man die Zuverlässigkeit der technisch ausgereiften Kolbenmaschine, erhöhte aber den Wirkungsgrad.

### Turboelektrischer Antrieb
→ Hauptartikel: Turboelektrischer Antrieb
In der ersten Hälfte des 20. Jahrhunderts begann man, eine Antriebsart zu verwenden, bei der die Turbinen lediglich Stromgeneratoren antrieben. Mit der elektrischen Energie wurden wiederum Elektromotoren betrieben, die direkt mit den Propellerwellen gekoppelt waren. Dieses System birgt zwar Nachteile hinsichtlich Raumverbrauch, Gewicht und Wirkungsgrad bei voller Leistung, hat jedoch große Vorteile hinsichtlich der Leistungsregelung und Umsteuerbarkeit. Ebenfalls begünstigt ist die Wirtschaftlichkeit bei niedrigerer Leistung. Da Turbinen nur bei bestimmten Drehzahlen im wirtschaftlichen Bereich laufen, können bei niedriger Leistungsabnahme eine oder mehrere abgeschaltet werden. Die verbleibenden Dampfturbinen hingegen können bei wirtschaftlichen Drehzahlen die benötigte, niedrige Leistung erbringen.
Ein äquivalentes Prinzip findet sich bei Motorschiffen mit dem dieselelektrischen Antrieb.

### Knatterboot
Bei Spielzeugdampfschiffen, sogenannten Putt-Putt- oder Knatterbooten, existiert eine besonders einfache Form des Dampfantriebs, der ohne bewegte Teile auskommt: In einem Verdampfer wird von einer Flamme das Wasser zum Sieden gebracht, bis es explosionsartig verdampft und das Wasser in den Rückstoßröhren hinausdrückt. Beim Zurückschwingen der Wassersäule gelangt frisches Wasser in den Verdampfer, worauf der Zyklus von vorn beginnt.

## Verbreitung

Routen des Dampferverkehrs auf dem Atlantik um 1898

Mit der Zeit lösten die Dampfschiffe die bis dahin üblichen Segelschiffe ab. Ihr größter Vorteil war die Unabhängigkeit vom Wind. Mit Dampfern konnten Waren auf Flüssen, Binnenseen und Meeren sehr schnell und innerhalb einer berechenbaren Zeit transportiert werden, da die Dampfaggregate gleich bleibende Energie für die Fahrt lieferten. Befeuert wurden und werden die Dampfschiffe mit Holz, Briketts und Kohle. Zumindest bei den großen Dampfern wurden nach dem Ersten Weltkrieg die Kessel zum Betrieb mit Schweröl umgerüstet und Neubauten direkt dafür konzipiert. Ihren Höhepunkt hatte die Dampfschifffahrt sicherlich in der ersten Hälfte des 20. Jahrhunderts. Während dieser Epoche begann aber zunehmend die Verbreitung des ökonomischeren Dieselantriebs, welcher anfangs nur in kleinen und langsamen Schiffen Verwendung fand. Als schnellster aller Passagierdampfer gilt die United States, fertiggestellt 1952. Bei einem Verbrauch von 50 Tonnen Schweröl pro Stunde erreichte ihr Antrieb eine Leistung von 241.785 PS, was ausreichte, um das über 300 Meter lange Schiff mit 38,32 Knoten voranzutreiben. Die schnellen Passagierdampfer wurden aber ab den 1960er Jahren zunehmend durch Düsenflugzeuge verdrängt und bei großen Frachtschiffen wurden ab den 1960er Jahren meist Dieselantriebe eingebaut.

## Heutige Situation

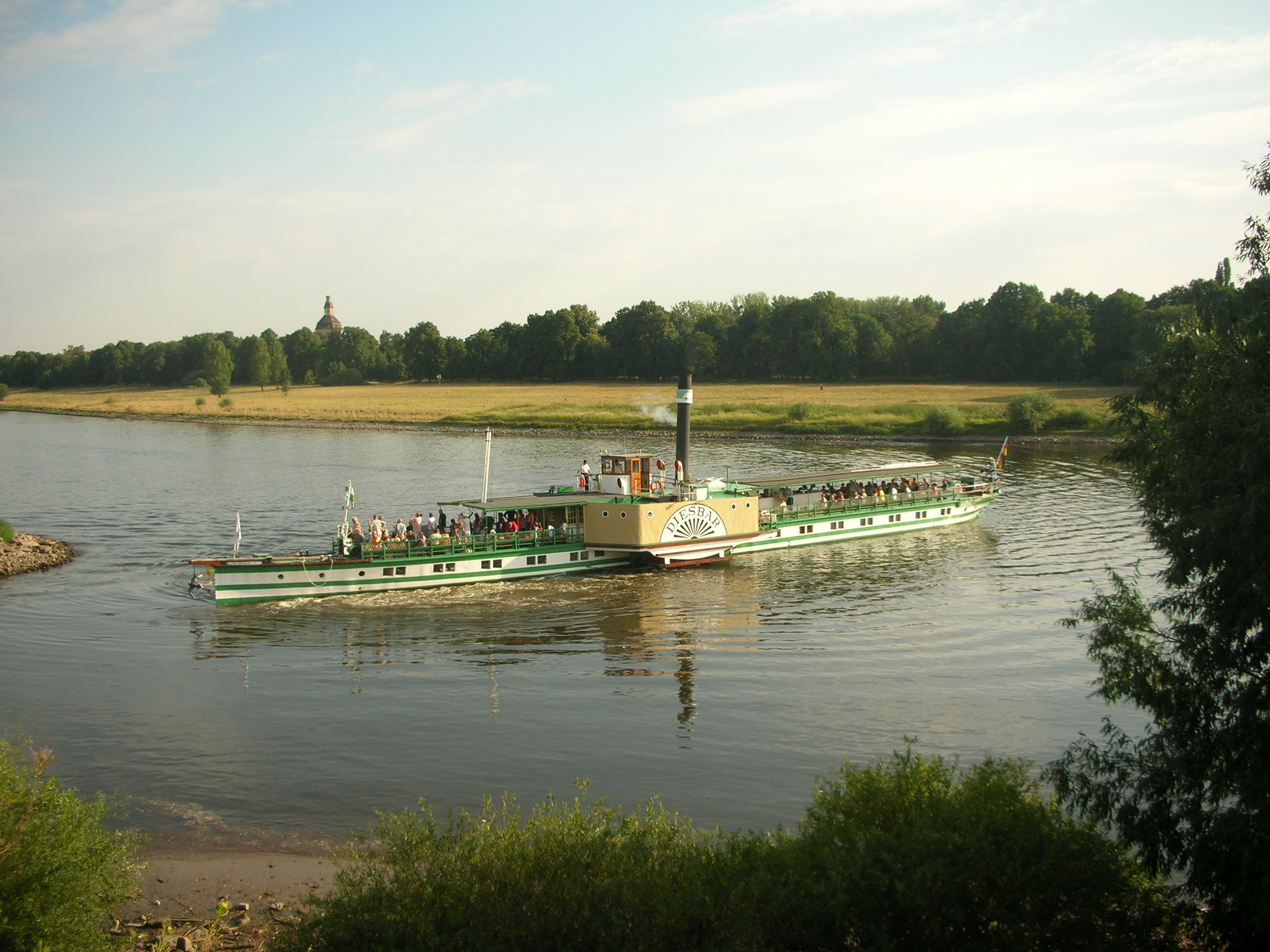
Raddampfer Diesbar der Weißen Flotte in Dresden

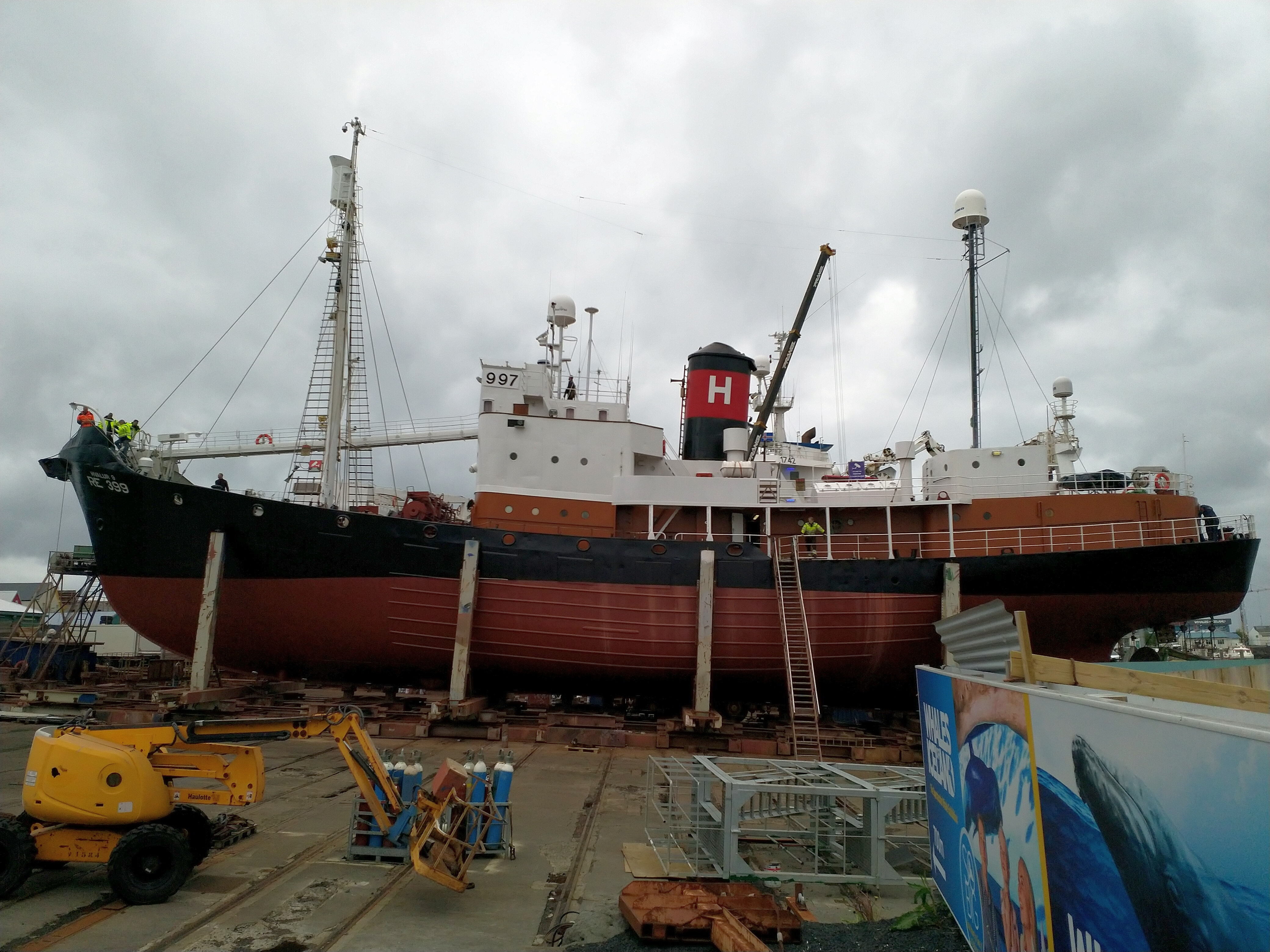
Walfang-Dampfer Hvalur 9 wird 2018 in Reykjavík für den Einsatz vorbereitet.

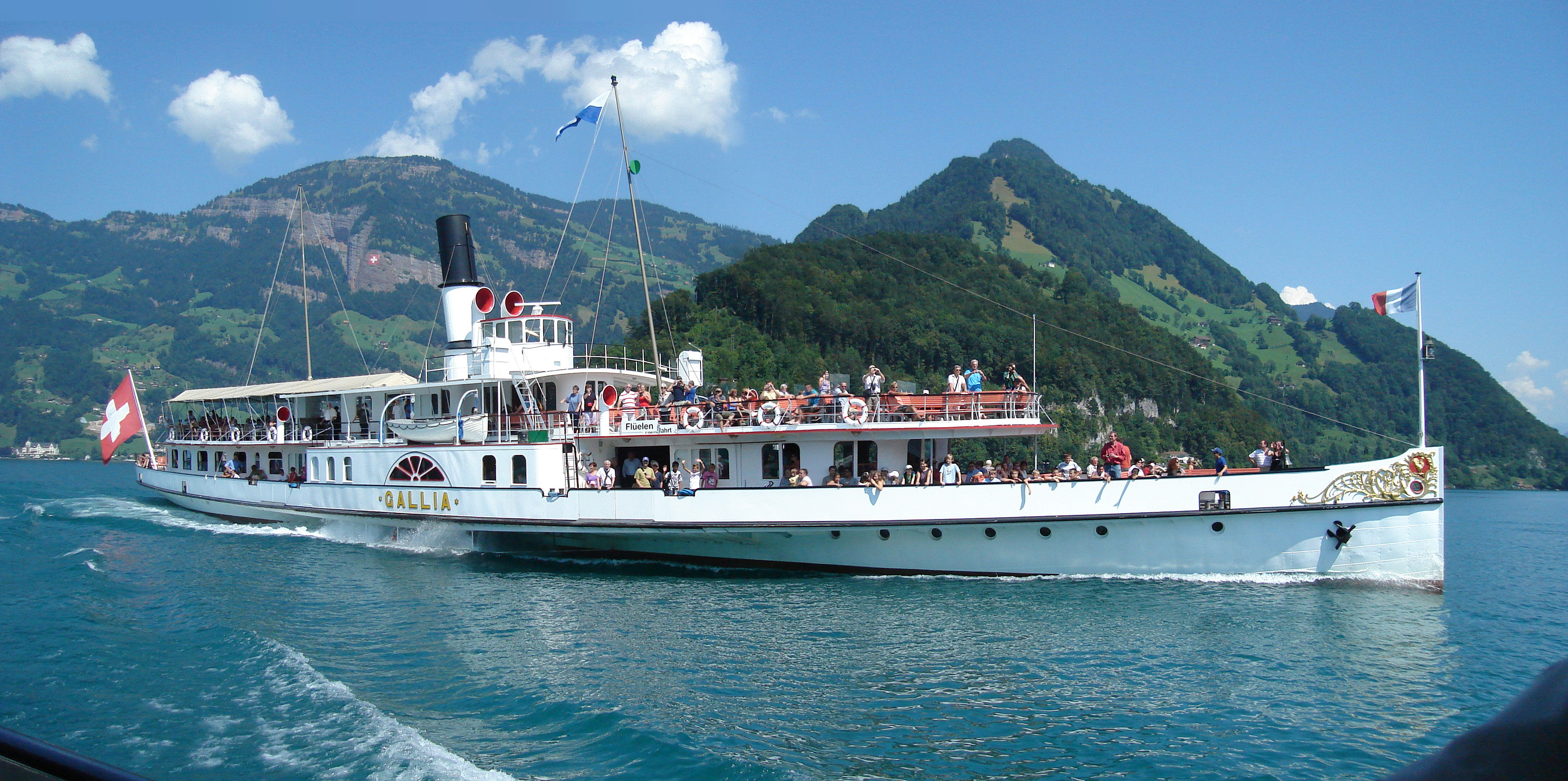
Vierwaldstättersee: Gallia – schnellstes Dampfschiff auf Binnenseen in Europa

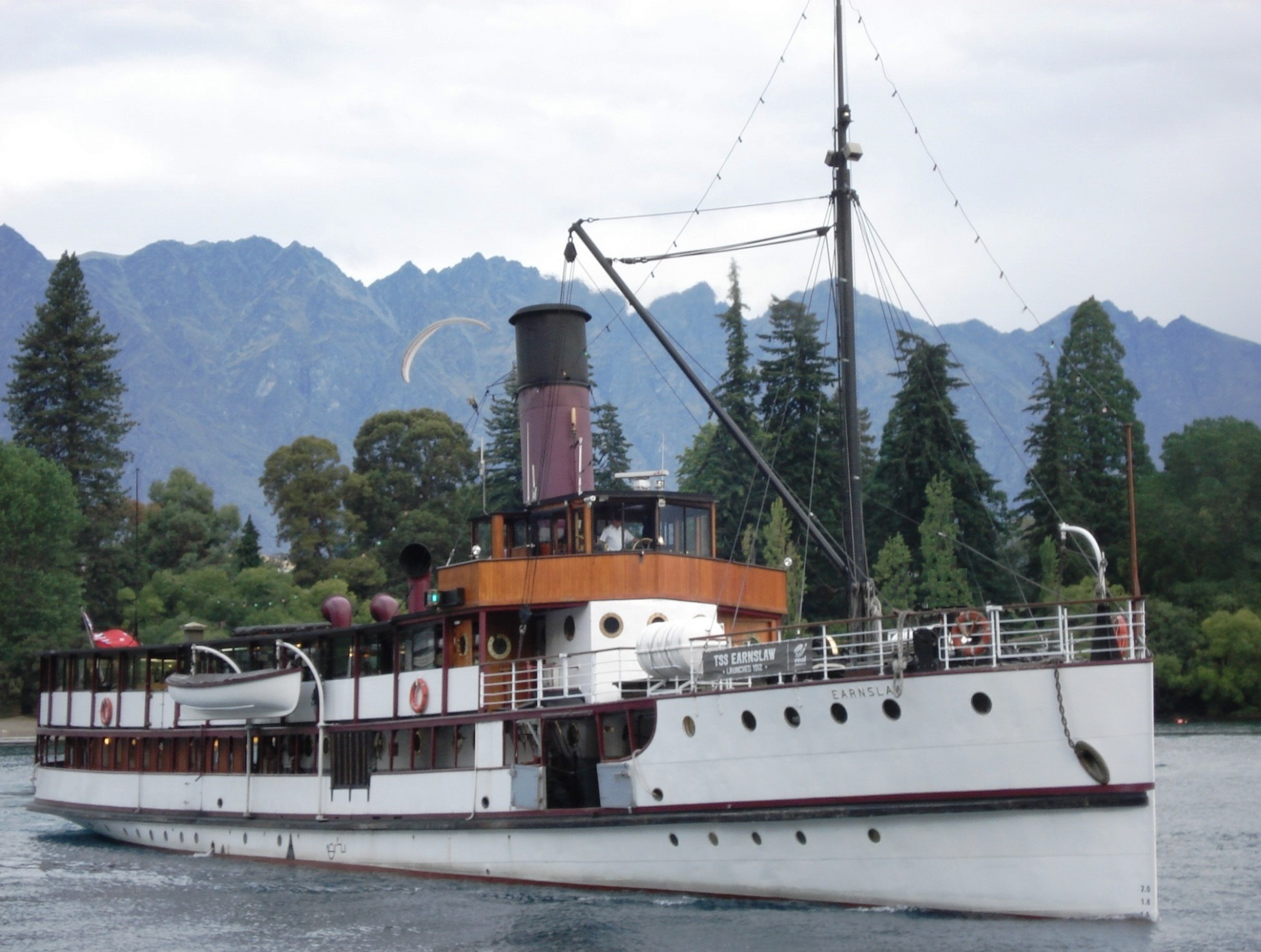
Die kohlebefeuerte Earnslaw auf dem Lake Wakatipu / Neuseeland (2015)

Der letzte neugebaute Transatlantik-Passagierschnelldampfer war die 1968 fertiggestellte Queen Elizabeth 2 und die letzten dampfgetriebenen Passagierschiffe wurden Anfang der 1980er Jahre gebaut. Viele schnelle Containerschiffe wurden bis in die 1970er Jahre ebenfalls mit Dampfturbinen ausgestattet. Mit dem starken Anstieg des Ölpreises wurden diese Schiffe aber unrentabel. Bis heute wurden sie fast alle entweder auf Antrieb per Diesel-Verbrennungsmotor umgerüstet oder verschrottet. Im militärischen Bereich wurden beispielsweise die letzten Turbinenschiffe der Lütjens-Klasse 2003 außer Dienst gestellt.
Einen eigenen Zweig stellen Schiffe dar, die aus Kernbrennstoff in Kernreaktoren Wärme gewinnen und (zumeist erst in einem zweiten Flüssigkeitskreislauf) Dampf erzeugen, um die Energie in Dampfturbinen abzuarbeiten und (zumeist) über Stromgeneratoren und Elektromotore den hydraulischen Schiffsantrieb betreiben. Der sowjetische Eisbrecher Lenin (1959–1989; heute Museum) war das erste mit Kernenergie (via Dampf) angetriebene Schiff für zivile Verwendung. Das Handelsschiff Otto Hahn (1968–2009) war das einzige in Deutschland gebaute „Atom(dampf)schiff“. Mit der Enterprise (USA; 1961–2017) wurde erstmals ein Flugzeugträger mit Kernkraft via Dampf angetrieben. Die modernen US-Flugzeugträger sowie die französische Charles de Gaulle beziehen aktuell die Energie für ihre Dampfturbinen aus mehreren (meist zwei) Druckwasserreaktoren, wodurch sie eine sehr große Leistung und Reichweite haben. Alle Träger anderer Nationen werden konventionell angetrieben. Atom-U-Boote stellen einen weiteren Zweig der Verwendung von Dampf als Energieüberträger von Kernkraft dar:
Die US-amerikanische Nautilus wurde 1954 das erste Atom-U-Boot in Dienst gestellt. Gegenwärtig betreiben sechs Nationen nuklear getriebene U-Boote; dies sind die USA, Russland, Frankreich, Großbritannien, die Volksrepublik China und Indien.
Von kleineren Dampfern sind heute noch mehrere in Betrieb, so beispielsweise bei der Weißen Flotte in Dresden (mit neun Dampfern die weltweit größte Flotte auf Süßwasser) und im Historischen Hafen Berlin an der Fischerinsel. Auch das LWL Museum Henrichenburg besitzt ein fahrbereites Dampfschiff namens „Nixe“.
In Hamburg liegen der Staatsdampfer Schaarhörn, der Alsterdampfer St. Georg, die Dampfschlepper Woltman, Claus D. und Tiger sowie der Dampfeisbrecher Stettin, in Kiel lädt der Tonnenleger Bussard zu Rundfahrten auf der Kieler Förde ein. In Flensburg befährt der Salondampfer Alexandra die Flensburger Förde im Linien- und Charterverkehr. In Lauenburg wird der Raddampfer Kaiser Wilhelm für Ausflugsfahrten auf der Elbe eingesetzt.
Auf dem Vierwaldstättersee nahe Luzern in der Schweiz verkehren bei der Schifffahrtsgesellschaft des Vierwaldstättersees heute noch fünf nostalgische Raddampfer aus der Wende zum 20. Jahrhundert. Auf dem Genfersee fahren ebenfalls fünf Raddampfer sowie drei als Raddampfer konstruierte, inzwischen auf diesel-elektrischen Antrieb umgerüstete Radschiffe. Einer der Genferseedampfer, die Montreux, wurde nach einer Periode des diesel-elektrischen Betriebes im Jahr 2001 mit einer neuen Dampfmaschine wieder auf Dampfbetrieb umgerüstet. Die Dampfmaschine wird von der Brücke aus ferngesteuert.
Auch auf dem Thuner- sowie dem Brienzersee verkehren zwei Dampfschiffe, die komplett restauriert wurden (Thunersee: Dampfschiff Blümlisalp, Brienzersee: Dampfschiff Lötschberg).
Zwei weitere Seitenraddampfer verkehren auf dem Zürichsee, nämlich die beiden Schwesterschiffe Stadt Zürich (erbaut von Escher Wyss AG, 1909) und Stadt Rapperswil (dieselbe Werft, Bj. 1914).
In Österreich verkehrt der Raddampfer Gisela am Traunsee im Linienbetrieb. Mit dem Dampfschiff Schönbrunn, das sich im Privatbesitz der Österreichischen Gesellschaft für Eisenbahngeschichte befindet, werden mehrmals jährlich Nostalgiefahrten auf der Donau durchgeführt. Auf dem Wörthersee verkehrt regelmäßig die Thalia, ein auf Ölfeuerung umgebauter propellergetriebener Dampfer.
Außerdem ist auf dem Bodensee heute noch die Hohentwiel unterwegs.
Ebenfalls in andern Ländern Europas verkehren auf Binnengewässern noch Passagierdampfschiffe. So z. B. in Tschechien, Prag werden auf der Moldau von der Prager Dampfschifffahrtsgesellschaft zwei Seitenraddampfer für Personentransport betrieben.
Von konventionellen Kolbendampfmaschinen angetriebene Schiffe im kommerziellen, nicht primär touristischen Einsatz sind heute sehr selten. Eine dieser Ausnahmen ist die Fähre Badger auf dem Michigansee. Ebenfalls sind die 1948 und 1952 gebauten Walfänger Hvalur 8 und Hvalur 9 des isländischen Walfangunternehmens Hvalur konventionelle Dampfschiffe mit ölbefeuerten Dampfkesseln und Vier-Zylinder-Dampfmaschinen. Sie sind seit 2009 wieder im Dienst für den Walfang, nachdem sie 20 Jahre lang aufgelegt waren. Die ebenfalls von Dampfmaschinen angetriebenen Hvalur 6 und Hvalur 7 wurden 1986 von militanten Walfanggegnern versenkt und danach gehoben, blieben aber seither aufgelegt.

## Berühmte zivile Dampfschiffe

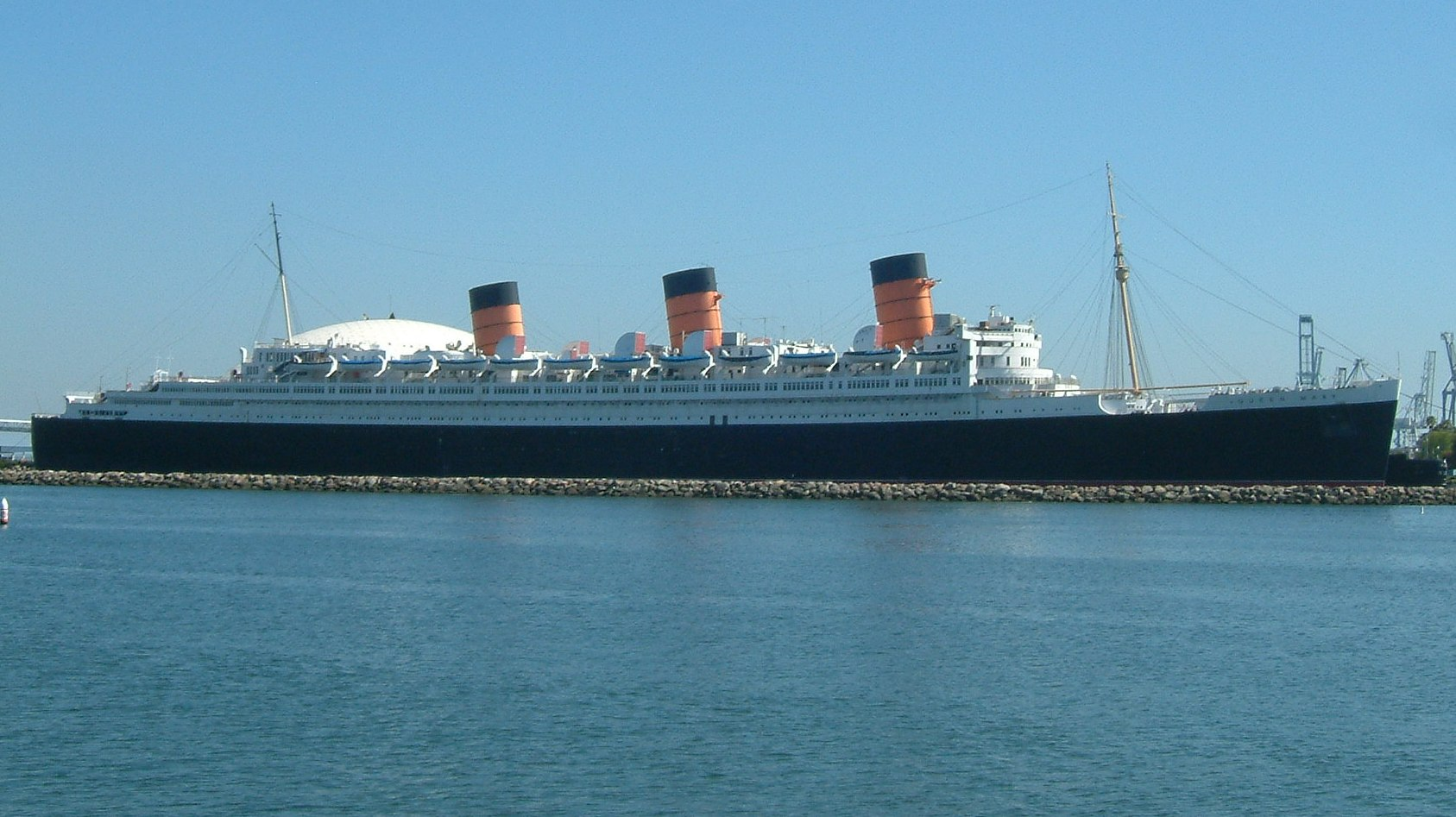
Die 1936 fertiggestellte Queen Mary war eines der größten und stärksten Dampfschiffe

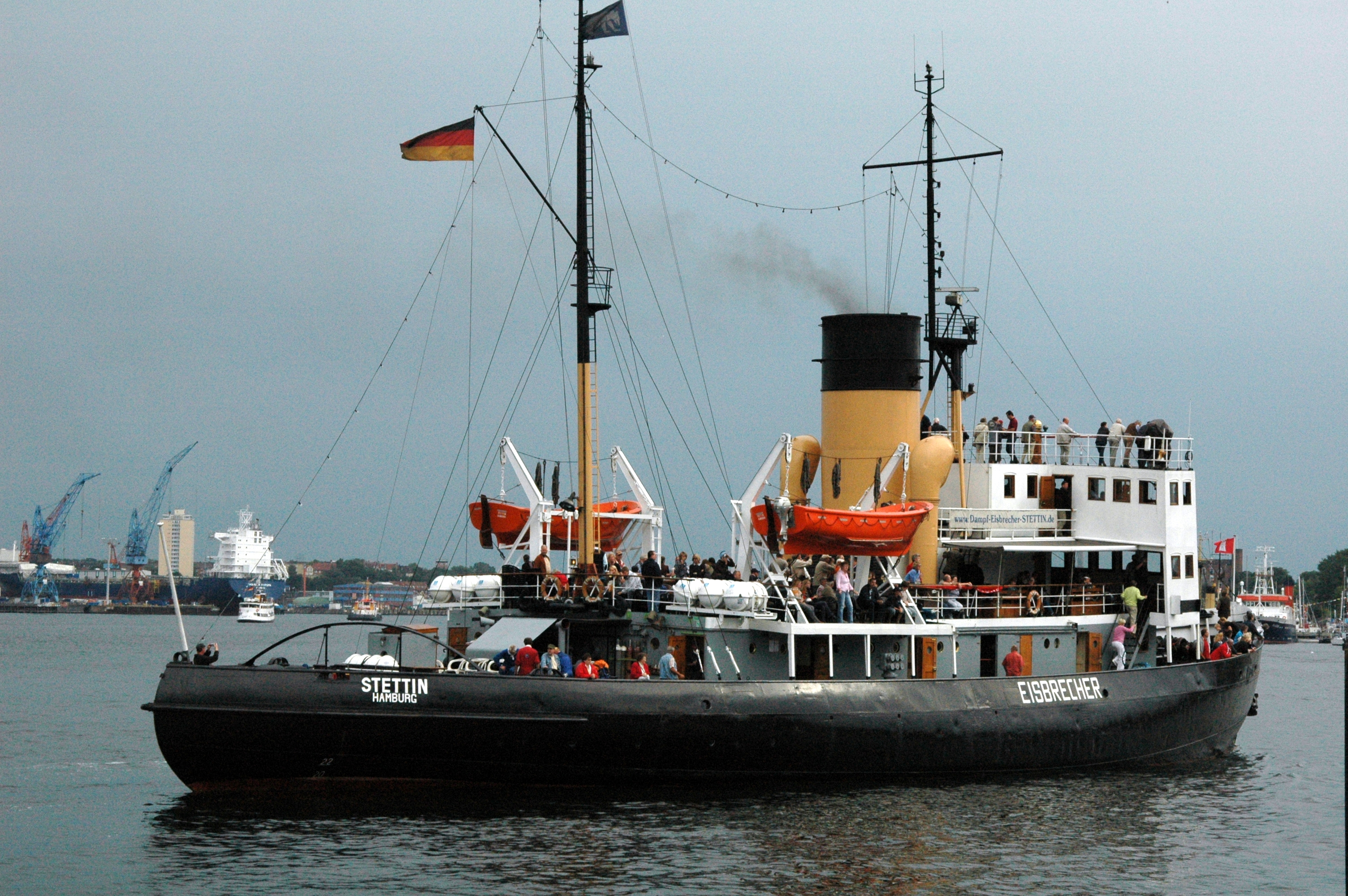
Dampfeisbrecher Stettin im Kieler Hafen

### Deutschland
- Kaiser Wilhelm der Große (1897) – Trägerin des Blauen Bandes 1897–1900
- Deutschland (1900) – Trägerin des Blauen Bandes 1900–1904 (ostwärts); 1903–1907 (westwärts)
- Kronprinz Wilhelm (1901) – Trägerin des Blauen Bandes 1902–1903 (westwärts)
- Kaiser Wilhelm II. (1902) – Trägerin des Blauen Bandes 1904–1907 (ostwärts)
- Kronprinzessin Cecilie (1907)
- George Washington (1909)
- Imperator (RMS Berengaria; 1913)
- Bismarck (RMS Majestic; 1914)
- Vaterland (Leviathan; 1914), größtes jemals mit Kohlefeuerung betriebenes Dampfschiff der Geschichte
- Oscar Huber (1922), letzter Raddampfer auf dem Rhein, heute Museumsschiff im Duisburger Schifffahrtsmuseum
- Bremen (1929) – Trägerin des Blauen Bandes 1929–1930, 1933–1935
- Europa (1930) – Trägerin des Blauen Bandes 1930–1933
- Potsdam (1935)
- Stettin  (1933) – Dampfeisbrecher, heute Museumsschiff

### Österreich
- Franz I. erste Dampfschifffahrt auf der Donau, am 17. September 1830 von Wien nach Pest

### Großbritannien
- Turbinia (1894) – erstes Turbinenschiff der Welt
- Lucania (1893) – Trägerin des Blauen Bandes 1893–1897
- Lusitania (1907) – Trägerin des Blauen Bandes 1907–1909 (westwärts)
- Mauretania (1907) – Trägerin des Blauen Bandes 1907–1929 (ostwärts); 1909–1929 (westwärts)
- Olympic (1911)
- Titanic (1912) – berühmtester Schiffsuntergang auf Jungfernfahrt
- Queen Mary (1936) – Trägerin des Blauen Bandes 1936–1937, 1938–1952
- Queen Elizabeth (1940)

### USA
- Belle of Louisville (1914) – Raddampfer
- America (1940)
- United States (1952) – Trägerin des Blauen Bandes 1952–heute

### Frankreich
- Sinaia (1924) – transportierte 1939 spanische Republikaner ins mexikanische Exil
- Normandie (1935) – Trägerin des Blauen Bandes 1935–1936, 1937–1938
- France (Norway; 1961)

### Italien
- Andrea Doria (1952) – bedeutender Luxusdampfer der Nachkriegszeit

### Russland
- Jermak (1899) – erster echter Eisbrecher